# نبراسکا ۱۰۱۹۵
سیارک ۱۰۱۹۵ (به انگلیسی: 10195 Nebraska، نامگذاری:1996RS5) ده هزار و صد و نود و پنجمین سیارک کشف شده‌است که در ۱۳ سپتامبر ۱۹۹۶ کشف شد.
قدر مطلق سیارک برابر ۱۲٫۲۰ است.